# 中林忠良
中林 忠良（なかばやし ただよし、1937年（昭和12年）9月17日 - ）は、日本版画界を代表する版画家の1人。東京芸術大学名誉教授、紫綬褒章・瑞宝中綬章受章。日本における銅版画の第一人者。
銅版の腐蝕と自分を含めた全てのものの腐蝕を重ね合わせ、「すべて腐ちないものはない」という思想のもとに、白と黒を基調とする銅版腐蝕版画(エッチング)による製作を続けている。

## 略歴
1937年 東京・品川区大井山中町に産まれる。1941年江東区に、1943年品川区に、1944年目黒区に転居。目黒区立中目黒小学校入学直後に、新潟県蒲原郡加茂町(現加茂市に戦時児童疎開。4年間を過ごす。この少年時代の疎開生活は、のちの作品に影響をあたえた。
1959年 東京芸術大学 美術学部絵画科油絵専攻に入学。1961年 3年次の版画集中講義で、駒井哲郎から初めて銅版画を学ぶ。1963年 東京芸術大学 卒業 (学部同級生 -版画関係- に青出光佑、秋元幸茂、斎藤智、野田哲也、星野美智子、本多栄子、本山敬子、柳澤紀子がいる)。 東京芸術大学大学院 美術研究科 版画専攻に入学、駒井哲郎に師事する。
1965年 東京芸術大学大学院を修了し、同大副手に採用される。1966年から非常勤講師。「アトリエC－126」を今井治男、小作青史、野田哲也、吉田東、清塚紀子らと結成。のちに田村文雄、原健らが参加した。1969年 東京芸術大学助手。1974年講師、1978年に助教授に昇任、1989年に教授になる。この間、1973年 第四回版画グランプリ展でグランプリ受賞、パリなど、内外で多数受賞。
1975年には文部省派遣在外研究員として国立美術学校、ハンブルク造形芸術大学で研修( - 1976年)、1年間をすごす。
1986年に長野県茅野市・蓼科に「山のアトリエ」を建て、創作活動をする拠点の一つになる。
2003年 紫綬褒章受章。2005年教授を退任。武蔵野美術大学客員教授( - 2009)、大阪芸術大学教授に招聘される。
2015年時点 東京芸術大学名誉教授、大阪芸術大学客員教授、京都造形芸術大学客員教授、2014年瑞宝中綬章受章。日本版画協会理事。2020年より日本美術家連盟理事長。2023年に文化功労者。

## 作品と思想
「現代日本の銅版画に新たな一面を開いた」といわれる中林は、その出発点を雪深い新潟で過ごした子供時代に置く。その疎開体験を「自然の光と影しかない風景となじめない学校や暮らしの中で雪の世界にだけ親しいものを感じていた」と回顧する。「7歳から14歳までの4年間、自然を友として過ごした雪国での疎開の体験が、僕の表現の根っことその画質を形作った」「人より、自然の方に親和感をもつようになった」と語っている。
銅版画との出会いは、芸大3年の1961年秋。駒井哲郎の集中講義に出席し、駒井の作品、実際に刷る姿に感動。初めて自分も作品を作る。また特異な画家ヴォルスの作品に出会ったこともきっかけとなり、「油絵の教室を抜け出して版画を制作していた」という。当時、中林は「油絵の具のヌルヌルした感じが身にそわなくて、描けば描くほど作品が自分から遠ざかるようで、そんなときに銅版と出会って、もうコレだ!と」と駒井の授業との出会いの衝撃を語っている。
大学の助手として、大学紛争の時期を体験。「群れと個」という問題意識に立ち「孤独な祭り」(1970年)でその終結を作品化し、その後「白い部屋」(1971年)「二律背反される風景」(1972年)「囚われる部屋」(1973年)「囚われる日々」(1974年)にも受け継がれて行く。「自分が社会や仲間、自分にむけてメッセージを投げかけて」『閉塞的な情況を風景として表していた」と振り返る。
これらの思いは、オリジナル版画集「剥離される日々」(1973年 詩・岡田隆彦)、「大腐爛頌」(1975年 詩・金子光晴)、「覇王の七日」(1977年 小説・中上健次)の制作にもつながっていった。その、金子の「大腐爛頌」ーすべて腐らないものはない!」という言葉が「自分が考えていた事とピタリと一致した」という。
1975年から1976年にかけ、文部省の在外研究員として外遊し、帰国直後、恩師・駒井哲郎の死去で、後の「転位」シリーズにつながる「師・駒井哲郎に捧ぐ」を制作。「ぞれまでは状況の中で自分はどうあるべきかを絶えず考えていたが、もっと基本的なことがあるのではないか。それらをさっぱり捨てて、残ったのが物質そのものだった」として、1977年から「Position」シリーズを制作。1979年からの「Trans・position」「転位」シリーズに繋がって行く。
「はじめは社会や環境への自身の浮遊感を埋めるべく、足元の〈地〉を見直すという仕事であったが、しだいに白と黒に代表される二律背反の拮抗と調和を、腐蝕銅版画の工程・技法(しくみ)にからめて描くようにもなった。75年に出会った金子光晴の詩片『すべて腐らないものはない』で顕わになった世界観が、その背景にある」。
そして、その心境として「気の遠くなるほどの長い年月をかけて大地を浸食して行く自然界の作用を、自分の掌の中に縮めてわずか数十分でイメージの画像化をくわだてる、それが自分の銅版画の仕事なのだと考えるようになった」と語っている。

## エピソード
日曜大工を趣味として、アトリエの作業台や本棚を制作。また、自分の作品に使った銅版は自宅のあちこちに使っており、玄関口や「一階のトイレには全部、自分のレイエした版を多く利用している」という。
若い頃の思い出で、「お金がないから、デートは道ばたのスタンドで牛乳を飲むだけ。生活費を稼ぐ為に、近所の子どもたちに絵画教室をしていたら、手伝ってくれていた妻が生徒に『あの先生と結婚するのは苦労するからやめたほうがいいよ』と言われちゃったこともある」そうだ。
なお、妻の慶子の実兄はマヒナスターズのボーカル三原さと志。義理の甥にミュージシャンの（コーネリアス）小山田圭吾がいる。（7インチシングルレコード｢あなたがいるなら｣｢いつか/どこか｣のジャケットを中林が手がけた。）
版画家の交友として野田哲也がいる。野田家と中林家は子育てを一緒に行うなど家族ぐるみで交友がある。

## 技法
エッチングを基本としているが、アクアチントやリトグラフ、ドライポイントなども併用した、多彩で精緻なニュアンスを実現している。
社会福祉法人済生会の機関誌「済生」の表紙絵を、1964年からら50年描き続けており、それらの多くはモノタイプ(Monotyping・単刷版画）で、「もう一つの彩月 ー絵とことばー」として2012年に出版されている。

## パブリックコレクション

### 国内
- 愛知県美術館 [25]
- いわき市立美術館 [26]
- 青梅市立美術館[27]
- 大分県立美術館[28]
- 大阪中之島美術館
- 神奈川県立近代美術館[29]
- 香美市美術館
- 川越市立美術館
- 北九州市立美術館
- 九州産業大学美術館
- 熊本県立美術館
- 群馬県立女子大学
- 黒部市美術館
- 国際交流基金
- 国立国際美術館[30]
- 高知県立美術館
- 埼玉県立近代美術館[31]
- 佐久市立近代美術館
- 坂戸市教育委員会
- 静岡県立美術館[32]
- 島根県立美術館
- 須坂版画美術館
- 諏訪市美術館
- 多摩美術大学美術館
- 東京国立近代美術館(MOMAT)[33]
- 東京芸術大学大学美術館[34]
- 東京都現代美術館[35]
- 徳島県立近代美術館[36]
- 栃木県立美術館
- 長崎県立美術館
- 新潟市美術館
- 二戸市民文化会館
- 日光市教育委員会
- 練馬区立美術館[37]
- 富山県立近代美術館
- 広島現代美術館
- 東広島市立美術館
- 飛騨市美術館
- 福岡市美術館
- 本間美術館
- 町田市立国際版画美術館
- 宮崎県立美術館
- 目黒美術館
- 山中湖美術館
- 横浜美術館
- 横浜市民ギャラリー
- 米子市美術館
- 和歌山県立近代美術館
- CCGA現代グラフィックアートセンター

### 海外

#### アメリカ
- アメリカ議会図書館[38]
- プリンストン大学図書館
- サンフランシスコ州立大学
- クラーク日本美術・文化研究センター

#### 英国
- 大英博物館版画素描室[39]

#### フランス
- フランス国立図書館[40]
- 国立パリ美術学校

#### ベルギー
- フランス語圏ベルギー社会省

#### ブルガリア
- シューメンアートギャラリー
- ルドミラ基金

#### ポーランド
- クラコウ物理学大学
- 国立シチェチン美術館
- 国立ポズナニ美術館
- ロッジ芸術展示省

#### オーストラリア
- クィーンズランド美術館[41]

#### カナダ
- アルバータ大学リングハウス[42]

#### トルコ
- アナドール大学

#### ロシア
- プーシキン美術館

#### イスラエル
- チコチン日本美術美術館

#### 中国
- 都市版画公社
- 関山月美術館
- 浙江美術館

#### 韓国
- 国立現代美術館[43]

#### 台湾
- 国立台北芸術大学
- 国立台湾芸術大学開渡美術館
- 国立台湾師範大学美術館

## 受賞・栄典
- 1969 - 第７回現代日本美術展・コンクール賞候補
- 1972 - 第３回版画グランプリ展・賞候補
- 1973 - 第4回 日動版画グランプリ展 グランプリ[2]
- 1981 - 第31回埼玉県展・埼玉県展美術家協会会長賞
- 1982 - 第14回日本国際美術展・和歌山県立近代美術館賞[2]
- 1983 - 第1回中華民国国際版画ビエンナーレ・国際大賞[2]
- 1984 - 第7回東ドイツ国際版画トリエンナーレ・インターグラフィック賞[2]
- 1985 - 第２回山口源版画大賞 | 第4回国際小版画展“ロッジ85”・名誉メダル賞
- 1986 - 第11回クラコウ国際版画ビエンナーレ・優秀賞。第5回ソウル国際版画ビエンナーレ・国際大賞[2]・aequo賞
- 1987 - 第4回ヴァルナ国際版画ビエンナーレ・銀賞[2]
- 2003 - 紫綬褒章
- 2014 - 瑞宝中綬章

## 書籍
- 『中林忠良全版画1961-1983』 シロタ画廊／ギャルリーユマニテ　1983
- 『もう一つの彩月　中林忠良画文集』形象社　1984
- 『中林忠良銅版画集1961-1992』 阿部出版刊　1992
- 『中林忠良の腐蝕銅版画』 (アート・テクニック・ナウ) 河出書房新社刊 1995(初版 : 『中林忠良の銅版画 』) ISBN 978-4-309-71685-5
- 『中林忠良—腐蝕銅版画—白と黒の世界展』（展覧会カタログ）池田20世紀美術館　1997
- 『中林忠良銅版画展』（展覧会カタログ）本間美術館　1998
- 『中林忠良—腐蝕へのまなざし−展』（展覧会カタログ）東京芸術大学版画研究室退任展実行委員会　2005
- 『中林忠良展—東京芸術大学退任記念』（展覧会カタログ）駒ヶ根高原美術館　2006
- 『中林忠良 銅版画—すべて腐らないものはない』町田市立国際版画美術館　2009
- 『もう一つの彩月　絵とことば』玲風書房　2012 ISBN 978-4-947666-61-1 C3071

### オリジナル版画集
- 『白い部屋』私家版　1971
- 『剥離される日々』シロタ画廊　1973
- 『蝕海頌—すべてくちないものはないー』シロタ画廊　1975
- 『大腐爛頌』ギャルリーワタリ　1975
- 『覇王の七日』小説・中上健次　河出書房新社　1977
- 『POSITION/半睡の夏／1９８０』シロタ画廊　1980
- 『転位—地−１９８６』シロタ画廊／ギャルリーユマニテ　1986
- 版画とことばII『移ろう時のはざまにー山のアトリエ日記』町田市国際版画美術館　1993

## テレビ出演
- 1974年 : NHK教養特集「和紙」出演[3]。
- 1980年 : NHK日曜美術館・今週のギャラリー「駒井哲郎銅版画展」出演。同「浜口陽三展」出演[3]。
- 1990年 : NHK日曜美術館「美術館の旅ー町田国際版画美術館」出演。同「長谷川潔」出演[3]。
- 1991年 : 日本テレビ・美の世界「中林忠良・すべて腐らないものはない〈転位・地〉」出演[3]。
- 1992年 : NHK日曜美術館「駒井哲郎の世界ー夢の小宇宙ー」出演[3]。
- 2006年 : NHK新日曜美術館「黒と白の小宇宙ー長谷川潔 創作の秘密」出演[3]。
- 2009年 : NHK BS-hi「迷宮美術館ー伝説の日本人画家」に出演[3]。
- 2013年 : 8月4日放送 NHK「版画家・彫刻家 浜田知明95歳のメッセージ」に聞き手で出演[44]。